# Banco de Germoplasma Vegetal Andaluz
El Banco de Germoplasma Vegetal Andaluz (BGVA) es un centro de recolección de germoplasma vegetal que desde su fundación en Córdoba (España) en 1994 tiene el propósito de conservar y clasificar la diversidad de la flora andaluza.
Desde su fundación ha transferido material genético a más de 40 instituciones mundiales para el desarrollo de proyectos de investigación (aplicaciones farmacológicas y agronómicas, estudios filogenéticos, etc.) y para su exhibición en colecciones de plantas vivas de jardines botánicos.
Este centro ha sido uno de los precursores de la Red Española de Bancos de Germoplasma de Plantas Silvestres y Fitorrecursos Autóctonos, y ha formado parte del grupo de dirección del proyecto europeo European Native Seed Conservation Network (Ensconet).

## Ubicación
Se encuentra en la ciudad de Córdoba situado en el Real Jardín Botánico de Córdoba, junto al río Guadalquivir.
Real Jardín Botánico de Córdoba, Avda de Linneo s/n Apdo. 3048, Córdoba, 14080 España
Planos y vistas satelitales.37°53′5″N 4°46′44″O / 37.88472, -4.77889

## Historia
Desde 1987 la Consejería (entonces Agencia de Medio Ambiente), la Universidad de Córdoba y el Ayuntamiento de Córdoba colaboran en la creación y funcionamiento de un Banco de Germoplasma Vegetal.
En 1994 se configuró como Banco de Germoplasma Vegetal Andaluz (BGVA).

## Objetivos
Las finalidades principales del Banco de germoplasma son:
- La recolección de germoplasma vegetal (semillas, bulbos, polen, esporas) con el fin de conservar y caracterizar la diversidad vegetal de la Comunidad Autónoma de Andalucía, haciendo posible la recuperación de especies y de poblaciones amenazadas como apoyo a los Planes de Recuperación y Conservación de especies en Andalucía.[1]
- La gestión las distintas colecciones almacenadas, evaluándose la diversidad del germoplasma conservado y se trabaja en el perfeccionamiento de las técnicas de propagación y obtención de poblaciones, fuera de su hábitat habitual, de especies amenazadas o de variedades que forman parte de sus colecciones.[1]
- La conservación de la flora y de los recursos fitogenéticos silvestres, consiguiendo mantener, por tiempo prácticamente indefinido, su patrimonio genético. Está dedicado de forma especial a la conservación del Patrimonio Genético Andaluz, una flora de gran riqueza, que se estima en unos 4.000 taxones entre especies y subespecies, lo que representa más del 60% de la flora de la península ibérica e Islas Baleares.[1]

## Banco mundial de germoplasma del olivo
Fue creado en 1977, cuando el Comité Oleico Internacional arrancó el proyecto con un centenar de variedades oriundas de España, Italia y Grecia, principalmente, y en el que trabajan desde entonces la Universidad de Córdoba y el Instituto de Investigación y Formación Agraria y Pesquera (Ifapa).
Desde entonces, el reservorio se ha ido ampliando hasta casi el millar, con frutos llegados de países como Turquía, Túnez, Argentina o Portugal, mientras que el trabajo de investigación genética ha abierto campos novedosos, como la creación de nuevas variedades, a partir del cruce de especies.
Aceitunas que parecen manzanas en miniatura, olivas con apariencia de pasas, de colores morados y verdes intensos... Son sólo algunas de las curiosas variedades que existen en el Banco Mundial de Germoplasma del Olivo de Córdoba, la mayor colección de muestras genéticas de este fruto en el mundo.
En un terreno de 12 hectáreas, ubicado en el Centro de Investigación y Formación Agraria Alameda del Obispo, están clasificadas más de 885 de las 1.200 variedades de olivo que existen en el mundo, llegadas de lugares de todo el planeta